# Пси⁴ Возничего
Пси⁴ Возничего (лат. ψ⁴ Aurigae), 55 Возничего (лат. 55 Aurigae), HD 47914 — одиночная звезда в созвездии Возничего на расстоянии приблизительно 307 световых лет (около 94 парсеков) от Солнца. Видимая звёздная величина звезды — +5,02m.

## Характеристики
Пси⁴ Возничего — оранжевый гигант спектрального класса K5III. Радиус — около 29,3 солнечных, светимость — около 195,155 солнечных. Эффективная температура — около 3986 К.